# Victor Jory

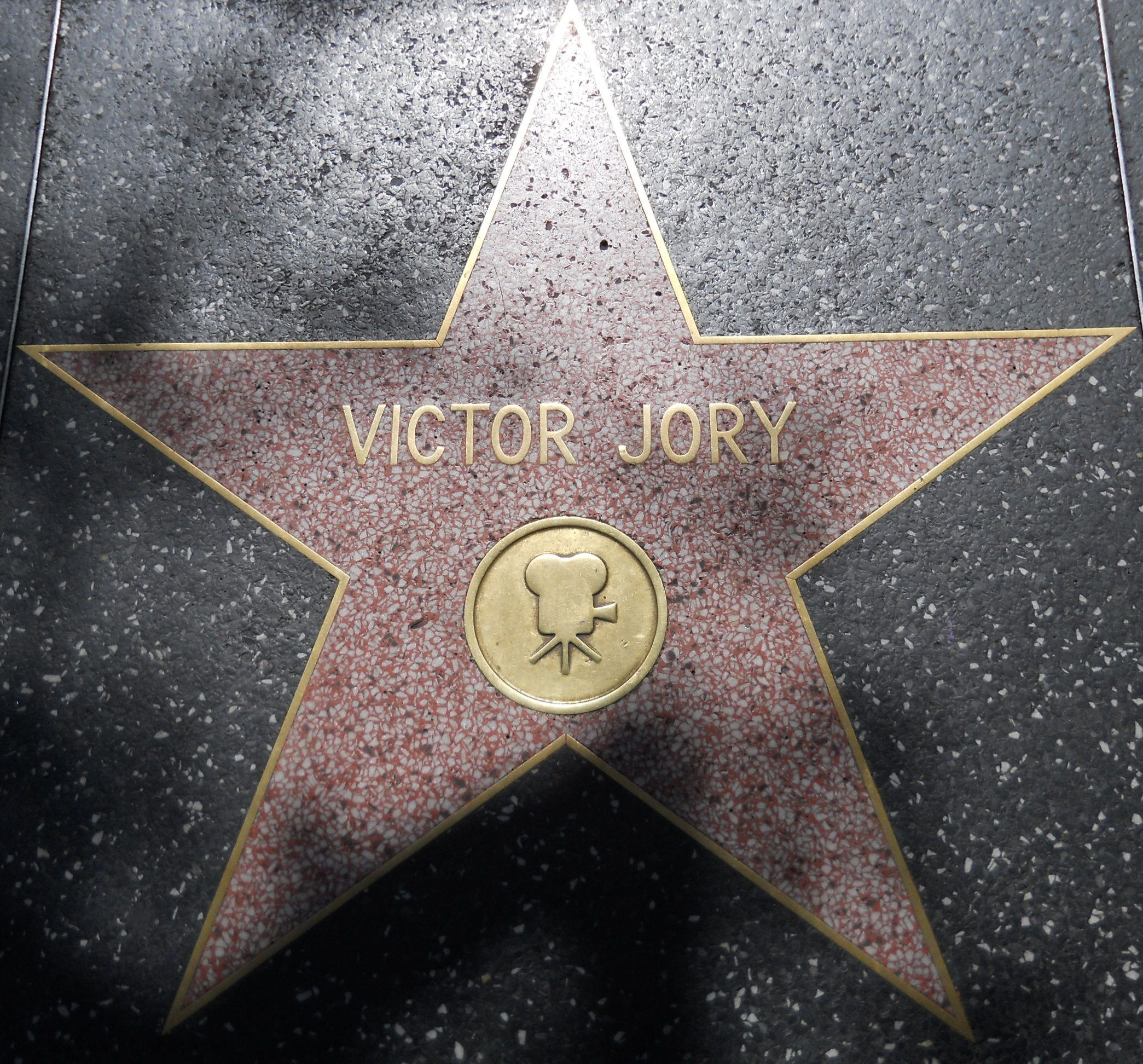
Victor Jorys stjärna på Hollywood Walk of Fame.

Victor Jory, född 23 november 1902 i Dawson City, Yukon, död 12 februari 1982 i Santa Monica, Kalifornien,  var en kanadensiskfödd amerikansk skådespelare.

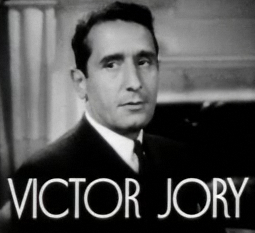
Victor Jory i en filmtrailer.

Victor Jory har en stjärna på Hollywood Walk of Fame vid adressen 6605 Hollywood Blvd.

## Filmografi i urval
- 1933 – Lyckans karusell
- 1934 – Mordgåtan i Trinidad
- 1934 – Madame Du Barry
- 1935 – En midsommarnattsdröm
- 1936 – Meet Nero Wolfe
- 1938 – Tom Sawyers äventyr
- 1939 – Landet bortom lagen
- 1939 – Borta med vinden
- 1959 – Mannen i ormskinnsjackan
- 1962 – Miraklet
- 1964 – Indianerna
- 1973 – Papillon